# 謝廷策
謝廷策（16世紀—1610年），字正甫，號獻明，直隶德州衛軍籍，江西赣州府赣县人。明朝政治人物。

## 生平
萬曆十六年（1588年）戊子科舉人，十七年（1589年）己丑科進士，禮部觀政，初授陕西高陵县知县，居五年以廉能聞，二十二年（1594）二月徵拜浙江道監察御史，差巡视芦沟桥。入台三月，即上疏引周宣王晏朝，姜后脱簪及宋仁宗從趙抃之請，召还唐介等故事，以諫忤旨，降一级调外任，都御史衷貞吉等連章申救，再谪怀仁县典史，引疾歸里，丁母憂，哀毁得疾，萬曆三十八年卒。

## 身后
泰昌初（1620年），赠光禄寺少卿，崇祀德州乡贤祠。

## 家族
曾祖謝旺。祖父謝宗智，寿官。父謝選，歲貢。
子謝陞，字伊晉，萬曆丁未進士，官至吏部尚书。女谢氏，爲庠生周光烈妻，夫卒，觸階求死，得旌表爲烈妇。